# Vladimir Perišić
Pour les articles homonymes, voir Perisic.
Vladimir Perišić est un réalisateur serbe né en 1976 à Belgrade.

## Biographie
Vladimir Perišić est diplômé de la Fémis (département « Réalisation », promotion 2003). Il avait, auparavant, étudié la réalisation à la Faculté des arts dramatiques de Belgrade.

## Filmographie

### Réalisateur
- 2003 : Dremano oko (court métrage)[3]
- 2009 : Ordinary People
- 2014 : Les Ponts de Sarajevo (réalisation collective)
- 2023 : Lost Country

### Acteur
- 1989 : Uros blesavi de Milan Knezevic
- 1992 : Velika frka de Milan Jelic : Predrag
- 2001 : Fantômes de Jean-Paul Civeyrac
- 2024 : À son image de Thierry de Peretti : l'ami de Jelica à Belgrade

## Distinctions

### Récompenses
- Rencontres internationales du moyen métrage de Brive 2004 : Prix du jury et prix du public pour Dremano oko
- Mostra de Valencia du cinéma méditerranéen 2023 : Prix du scénario pour Lost Country

### Sélections et nominations
- Festival de Cannes 2003 : en sélection à la Cinéfondation pour Dremano oko
- Festival du court métrage de Clermont-Ferrand 2004 : en compétition internationale pour Dremano oko
- 62e Festival de Cannes 2009 : en compétition pour le Grand Prix de la 48e Semaine de la Critique et pour la Caméra d'or pour Ordinary People
- 67e Festival de Cannes 2014 : en séance spéciale officielle pour Les Ponts de Sarajevo
- 76e Festival de Cannes 2023 : en compétition pour le Grand Prix de la 62e Semaine de la Critique pour Lost Country
- Lumières 2024 : Nomination au Prix Lumières de la meilleure coproduction internationale pour Lost Country